# Malaja Cheta
La Malaja Cheta (in russo Малая Хета?, Piccola Cheta) è un fiume della Russia siberiana occidentale, affluente di sinistra dell'Enisej. Scorre nel Tajmyrskij rajon del Territorio di Krasnojarsk.
Il fiume proviene dal lago Molochetekoe, che è collegato da un canale al lago Djubanochoto. Il fiume scorre dapprima in direzione nord-occidentale, poi gira verso nord fino a immettersi nell'Enisej a 333 km dalla foce, vicino al villaggio di Malaja Cheta e di fronte a Ust'-Port. Per tutto il suo corso scorre lungo il bassopiano della Siberia occidentale parallelo a un altro affluente di lunghezza e bacino superiori, la Bol'šaja Cheta (Grande Cheta). Ha una lunghezza di 298 km e il suo bacino è di 6 430 km². I suoi maggiori affluenti sono la Bol'šaja Lajda (lungo 127 km) e il Kodlo (96 km) provenienti ambedue dalla destra idrografica.